# Tonnay-Boutonne
Tonnay-Boutonne är en kommun och by belägen i västra Frankrike i nordöstra delen av departementet Charente-Maritime. Tonnay-Boutonne ligger i regionen Nouvelle-Aquitaine.
Floden Boutonne rinner genom byn som är belägen mellan Saint-Jean-d'Angély och Tonnay-Charente. Hela byn ligger vid den högra stranden av floden.
Byn har omkring 1 100 invånare.

## Befolkningsutveckling
Antalet invånare i kommunen Tonnay-Boutonne
| Referens: INSEE |